# Auguste Carliez
Pour les articles homonymes, voir Carliez.
Éléonore-Auguste Carliez (8 mars 1838 à Rouen - 25 novembre 1910 à Paris) est un peintre français, auteur de scènes de genre et spécialisé dans l'aquarelle.

## Biographie
Carliez est né à Rouen, au 10 de la rue d'Anvers, le 8 mars 1838. Il est élève à l'académie de dessin et de peinture de sa ville, et reçoit l'enseignement de Gustave Morin ; en 1862, ses portraits sont remarqués par la Revue de la Normandie. Carliez part ensuite s'installer à Paris et suivre les cours de Léon Cogniet et Isidore Pils.
En 1867, il présente pour la première fois ses travaux au Salon de Paris, une scène de genre peinte intitulée Napolitains joueurs d’instruments, dans une cour ; il réside au 25 de la rue de Humboldt. Il expose régulièrement au Salon jusqu'en 1879, puis au Salon des artistes français, au moins jusqu'en 1903, et dont il devient membre ; après avoir longtemps vécu au 55 de la rue du Cherche-Midi, sa dernière adresse parisienne connue est au 11 de la rue Descombes. En 1873, l'une de ses toiles, Saint Antoine de Padoue et l'Enfant Jésus, est achetée par l'État.
En 1871, il participe avec d'autres artistes à la conception de la Suite Binant.
Carliez s'est fait construire une maison de campagne à Villennes-sur-Seine, appelée « Le Petit Clos », situé 22 rue du Pont ; il produit d'ailleurs des vues de la région.
Il donne des cours privés de peinture à des amateurs assez fortunés, tels que Frédéric Seillière et Marie d'Orléans, princesse du Danemark.
Le 28 octobre 1910, en allant chercher des cigarettes, Carliez perd la mémoire et ne parvient pas à revenir chez lui, au no 11, rue Descombes; son épouse alerte la police et la presse. Il est retrouvé le 7 novembre, à l'asile clinique Sainte-Anne. 
Il meurt à son domicile moins de deux semaines plus tard, le 25 novembre 1910, et, est inhumé au cimetière de Villennes-sur-Seine.

## Œuvre
Artiste normand, rattaché à l'école de Rouen, Carliez fut assez célèbre en son temps mais tomba dans l'oubli après 1900. Le musée des beaux-arts de Rouen conserve un portrait de Napoléon III daté 1865, d'après Hippolyte Flandrin. Parmi ses productions, on compte des céramiques.